# Christopher Prowse
Christopher Charles Prowse (ur. 14 listopada 1953 w Melbourne) – australijski duchowny rzymskokatolicki, arcybiskup Canberry-Goulburn od 2013.

## Życiorys
Święcenia kapłańskie przyjął 16 sierpnia 1980 w swojej rodzinnej archidiecezji Melbourne, udzielił ich mu abp Frank Little. Pracował jako m.in. wykładowca teologii moralnej w archidiecezjalnej uczelni (1988-2001), dyrektor Centrum Formacji Duszpasterskiej (1997-2001) oraz wikariusz generalny archidiecezji.
4 kwietnia 2003 papież Jan Paweł II mianował go biskupem pomocniczym Melbourne ze stolicą tytularną Bahanna. Sakry udzielił mu 19 maja 2003 w miejscowej katedrze Denis Hart, arcybiskup metropolita Melbourne. On też powierzył mu opiekę nad południową częścią archidiecezji. W 2007 otrzymał nominację na wikariusza biskupiego ds. sprawiedliwości i spraw społecznych, odpowiadał też za zachodnią część archidiecezji.
18 czerwca 2009 papież Benedykt XVI powierzył mu stanowisko biskupa diecezjalnego Sale. Jego ingres do tamtejszej katedry odbył się 15 lipca 2009.
12 września 2013 papież Franciszek mianował go arcybiskupem Canberry-Goulburn. Ingres odbył się 19 listopada 2013.